# ديزموند (رواية)
ديزموند عبارة عن رواية رسائلية كتبتها شارلوت تيرنر سميث، نَشرت لأول مرة في 1792. وتركز الرواية على السياسة خلال الثورة الفرنسية.
على خلاف رواياتها السابقة واللاحقة، استخدمت سميث ديزموند لتقديم جمهورها إلى السياسة المعاصرة. في حين دعم النقاد في البداية هذا العنصر من ديزموند، حيث ان راديكالية الثورة الفرنسية و «المزاج المحافظ بين جمهورها» دفعت سميث إلى «تخفيف» المراجع السياسية في رواياتها.